# Vendsyssel Kunstmuseum
Vendsyssel Kunstmuseum, tidligere Hjørring Kunstmuseum, er et statsanerkendt museum i Hjørring, der blev grundlagt i 1963 og rummer en betydelig samling af moderne nordjysk kunst.
Museets samling rummer værker af malerne Svend Engelund (1908-2007), Johannes Hofmeister (1914-90), Poul Winther (1939-2018) og Poul Anker Bech (1942-2009). Foruden hovedværker af de nævnte kunstnere vil man i museets samlinger kunne se værker af Agnete Bjerre (1924-2020), Anna Maria Lütken (1916-2001), Poul Ekelund (1921-76), Arne L. Hansen (1921-2009), Søren Elgaard (f.1951), Emil Gregersen (1921-93), Frede Christoffersen (1919-87) m.fl.
Museet er grundlagt i 1963. I 1970 overtog museet lokalerne efter Hjørring Centralbibliotek i Brinck Seidelins Gade. Bibliotekets læsesal var udsmykket med seks store fresker med motiver fra vendelboernes historie udført af maleren Niels Larsen Stevns. Siden 2003 har museet haft til huse i den nu nedlagte Bechs Klædefabrik, der ligger centralt i Hjørring på P. Nørkjærs Plads. Den gamle industribygning er omdannet af arkitekt Anna Maria Indrio fra C.F. Møllers Tegnestue. I 2009 fik museet tilføjet en tilbygning, ligeledes tegnet af Indrio, der benyttes som videnscenter for Niels Larsen Stevns.
Museet blev statsanerkendt i 1981. I 2000 skiftede det navn fra Hjørring Kunstmuseum til det Vendsyssel Kunstmuseum.